# Визит в Москву
«Визит в Москву» — 4-й концертный альбом группы Аквариум. Представляет собой аудио- и видеозапись (ранее выходившего только на видео) концерта «Аквариума», состоявшегося в московском Театре Эстрады 26 октября 1993 года. Это переиздание вышло 21 октября 2000 года вместе с переизданиями альбомов «Навигатор» и «Снежный лев».

## Участники записи
- БГ — гитара, вокал
- Алексей Зубарев — соло-гитара, бэк-вокал
- Олег Сакмаров — клавишные, духовые, бэк-вокал
- Александр Титов — бас-гитара, бэк-вокал
- Алексей Рацен — ударные
- Андрей Вихорев — перкуссия
- Александр Мартисов — звук
- А также ансамбль «Темуджин» (Монголия) в составе:
  - Галсантогтох (Галсан ТохТох) — лимбэ
  - Г. Явгаан (Гэндэнпилын Явгаан) — варган, вокал, товшуур
  - Отгонбаяр — морин хуур

## Audio
Музыка и текст всех песен — БГ
1. Джунгли (4:57)
2. Иерофант (3:45)
3. Когда пройдет боль (3:34)
4. Королевское утро (2:34)
5. Кони беспредела (6:44)
6. Царь сна (11:59)
7. Московская Октябрьская (4:45)
8. Кострома mon amour (4:34)
9. Из сияющей пустоты (4:35)
10. Дубровский (3:58)
11. Возьми меня к реке (5:23)

## Video
- Изначально альбом выходил только на видеокассетах со следующим списком композиций:

1. Юрьев день
2. Джунгли
3. Иерофант
4. Когда пройдет боль
5. Королевское утро
6. Кони беспредела
7. Царь сна
8. Московская Октябрьская
9. Кострома mon amour
10. Из сияющей пустоты
11. Дубровский
12. Возьми меня к реке
13. Отец яблок

- В 2000 году альбом вышел в дорогом издании и массовым тиражом, которые отличались оформлением обложки и количеством песен на Video CD (песня «Юрьев день» отсутствовала во всех видах изданий).
- В 2002 году в рамках серии «Аквариум 2001» альбом был переиздан на CD лейблом Moroz Records. Помимо песен, выпущенных на CD в 2000 году, на диске присутствует бонус-трек «Сестра» (Remake, А.Романов).
- В 2004 году альбом вышел на DVD со следующим списком песен:

1. Джунгли
2. Иерофант
3. Когда пройдет боль
4. Королевское утро
5. Кони беспредела
6. Царь сна
7. Московская октябрьская
8. Кострома mon amour
9. Из сияющей пустоты
10. Дубровский
11. Возьми меня к реке

## Песни
Все песни, исполненные на концерте, вошли в состав различных альбомов группы:
- «Иерофант», «Королевское утро», «Царь сна» и «Отец яблок» — «Любимые песни Рамзеса IV» (1993)
- «Юрьев день» — «Пески Петербурга» (1994)
- «Джунгли» — «Феодализм» (1989)
- «Кони беспредела» — «Русский альбом» (1991)
- «Московская Октябрьская», «Кострома mon amour», «Из сияющей пустоты» — «Кострома mon amour» (1994)
- «Дубровский» — «Снежный лев» (1996)
- «Возьми меня к реке (Искусство быть смирным)» — «Радио Африка» (1983)
- «Когда пройдёт боль» — «История Аквариума. Архив. Том III» (1991)